# Neko Case
Neko Case (Alexandria, 1970. szeptember 8. –) amerikai énekesnő, dalszerző.

## Családja
A Virginia állambeli Alexandriában született. Apja, James Bamford Case az Egyesült Államok légierejében szolgáló vietnámi veterán volt. Case szülei, akik tinédzserek voltak, amikor ő megszületett, ukrán felmenőkkel rendelkeztek, apjának családi neve eredetileg Sevcsenko volt. Szülei elváltak, amikor Case iskolás lett.
Neko Case gyermekkorában családjával többször is költözött, mivel nevelőapja régészként dolgozott. Élt Nyugat-Massachusettsben, Vermontban, Oregonban és Washingtonban. A washingtoni  Tacomát tekinti szülővárosának.

## Pályafutása
Neko Case a kanadai Vancouverben tanult az Emily Carr Institute of Art and Designon grafikai tervezést. Több helyi zenekarban is dobolt, és a Maow együttes tagja lett.
Eleinte a „Neko Case and Her Boyfriends” együttessel turnézott. Aztán kiadta első − country stílusú − szólóalbumát. Ezt követte egy duettalbum a kanadai énekes-dalszerzővel, Carolyn Markkal („The Other Woman”), amelyet Case Seattle-ben vett fel élőben.
Neko Case 2000-ben futott be a „Furnance Room Lullaby” című albummal. Két évvel később „Blacklisted” című albuma már világszerte jó kritikákat kapott. 2001-ben a konyhájában vett fel egy EP-t („Canadian Amp”), egy unplugged albumot, elsősorban feldolgozásokkal (többek között Neil Young „The Dreaming Man”jével).
2000-ben megalakították a The New Pornographers elnevezésű zenekarukat. Case, akinek a diploma megszerzése után bevándorlási adminisztratív nehézségei miatt el kellett hagynia Vancouvert, Chicagóba költözött. Három albumon énekelt és tamburán játszott a Pornographersben. 
2004-ben jelent meg Case első élő albuma, a „The Tigers Have Spoken”. Ezen Neko Case saját jól ismert darabjainak élő verzióit, új számait mutatja be.
2006-ban Németországban jelent meg negyedik szóló-stúdióalbuma, a „Fox Confessor Brings The Flood”. Témái a bizalomvesztés, valamint az orosz és ukrán népi legendákra való utalás. Ez az album a Billboard toplistáján is szerepelt, ennek következtében amerikai sztárokkal tudott fellépni, így ismertté vált széles közönség számára. 2009 márciusában a „Middle Cyclone” című albumával a Billboard slágerlista harmadik helyére került.
Neko Case zenéjét „country noirnak” nevezi.

## Albumok
- 1997: The Virginian
- 2000: Furnace Room Lullaby
- 2002: Blacklisted
- 2004: The Tigers Have Spoken
- 2006: Fox Confessor Brings the Flood
- 2009: Middle Cyclone
- 2013: The Worse Things Get, The Harder I Fight…
- 2016: case/lang/veirs
- 2018: Hell-On
- 2022: Wild Crearures

## Díjak
- 2016: case/lang/veirs − Favorite Folk and Americana Albums
- 2018: Hell-On − AllMusic Best of 2018
- 2018: Hell-On − Favorite Rock Albums
- 2023: Wild Creatures − Favorite Archival Releases